# アニサキス科
アニサキス科（Anisakidae）は腸内線虫（回虫）一科の総称である。これらの幼虫が含まれた生、または調理が不完全な魚を人間が摂取するとアニサキス症を引き起こす可能性がある。また魚、鳥、哺乳類、爬虫類の多くの種に感染する。アニサキス科は棘状突起、尾の形状、尾側乳頭などの他の寄生虫との共通の特性を持っている。

## 種類
World Register of Marine Speciesによる種の一覧
- アニサキス Dujardin, 1845
- アカンソケイルス Molin, 1858
- ブレビムルティカエクム Mozgovoi, 1951
- コントラチェクム Railliet & Henry, 1912
- ゴエジア Zeder, 1800
- フォカネマ Myers, 1959
- フォカスカリス Höst, 1932
- シュードテラノバ Mozgovoi, 1951
- テラノバ Leiper & Atkinson, 1914